# Prawa językowe
Prawa językowe, językowe prawa człowieka – prawa człowieka dotyczące indywidualnego i grupowego prawa do wyboru języka lub języków do celów komunikacji, zarówno w sferze prywatnej, jak i publicznej, bez względu na pochodzenie narodowe, etniczne czy też liczbę użytkowników tego języka na danym terytorium.
Prawa językowe realizowane są przez działania prawne, administracyjne oraz sądowe, a także za pośrednictwem edukacji i środków masowego przekazu, dostępnych w języku dowolnie wybranym przez osoby zainteresowane. 
Językowe prawa człowieka są gwarantowane przez prawo międzynarodowe – m.in. przez Powszechną Deklarację Praw Językowych, Europejską Kartę Języków Regionalnych i Mniejszościowych oraz Konwencję ramową o ochronie mniejszości narodowych.